# Alto Musinga
Alto Musinga es una montaña en Colombia. Se encuentra ubicado en el departamento de Antioquia, en el noroeste del país, 300 km al noroeste de Bogotá, la capital nacional. Alto Musinga se encuentra 2852 metros sobre el nivel del mar.
El terreno alrededor de Alto Musinga es variado. El terreno más alto de la zona tiene una altitud de 3160 metros y se encuentra 1.1 km al noreste de Alto Musinga. Hay alrededor de 14 personas por kilómetro cuadrado alrededor de Alto Musinga con una población pequeña. La ciudad más grande más cercana es Frontino, 12.9 km al norte de Alto Musinga. Alto Musinga está casi cubierto de bosque.
La temperatura promedio es de 11 °C . El mes más caluroso es marzo, el 12 °C, y el noviembre más frío, a los 10 °C..La precipitación media es de 3204 milímetros al año. El mes más lluvioso es mayo, con 365 milímetros de lluvia, y el más seco es febrero, con 194 milímetros.
| Climograma de Alto Musinga | Climograma de Alto Musinga | Climograma de Alto Musinga | Climograma de Alto Musinga | Climograma de Alto Musinga | Climograma de Alto Musinga | Climograma de Alto Musinga | Climograma de Alto Musinga | Climograma de Alto Musinga | Climograma de Alto Musinga | Climograma de Alto Musinga | Climograma de Alto Musinga |
| --- | -------------------------- | -------------------------- | -------------------------- | -------------------------- | -------------------------- | -------------------------- | -------------------------- | -------------------------- | -------------------------- | -------------------------- | -------------------------- |
| E | F                          | M                          | A                          | M                          | J                          | J                          | A                          | S                          | O                          | N                          | D                          |
| 227 14 9 | 194 17 8                   | 220 16 9                   | 338 15 7                   | 365 16 5                   | 279 18 5                   | 222 15 6                   | 286 15 6                   | 248 16 7                   | 272 16 4                   | 312 14 5                   | 241 13 9                   |
| temperaturas en °C • totales de precipitación en mm |                            |                            |                            |                            |                            |                            |                            |                            |                            |                            |                            |
| Conversión sistema imperial\| E \| F \| M \| A \| M \| J \| J \| A \| S \| O \| N \| D \| \| 8.9 57 48 \| 7.6 63 46 \| 8.7 61 48 \| 13 59 45 \| 14 61 41 \| 11 64 41 \| 8.7 59 43 \| 11 59 43 \| 9.8 61 45 \| 11 61 39 \| 12 57 41 \| 9.5 55 48 \| \| temperaturas en °F • totales de precipitación en pulgadas \| \| \| \| \| \| \| \| \| \| \| \| |                            |                            |                            |                            |                            |                            |                            |                            |                            |                            |                            |
| E | F                          | M                          | A                          | M                          | J                          | J                          | A                          | S                          | O                          | N                          | D                          |
| 8.9 57 48 | 7.6 63 46                  | 8.7 61 48                  | 13 59 45                   | 14 61 41                   | 11 64 41                   | 8.7 59 43                  | 11 59 43                   | 9.8 61 45                  | 11 61 39                   | 12 57 41                   | 9.5 55 48                  |
| temperaturas en °F • totales de precipitación en pulgadas |                            |                            |                            |                            |                            |                            |                            |                            |                            |                            |                            |

| E                                                         | F         | M         | A        | M        | J        | J         | A        | S         | O        | N        | D         |
| 8.9 57 48                                                 | 7.6 63 46 | 8.7 61 48 | 13 59 45 | 14 61 41 | 11 64 41 | 8.7 59 43 | 11 59 43 | 9.8 61 45 | 11 61 39 | 12 57 41 | 9.5 55 48 |
| temperaturas en °F • totales de precipitación en pulgadas |           |           |          |          |          |           |          |           |          |          |           |